# Julidochromis
Julidochromis Boulenger, 1898 è un genere di pesci d'acqua dolce appartenente alla famiglia Cichlidae, endemici del lago Tanganica.

## Distribuzione e habitat
Tutti i Julidochromis sono endemici delle sponde rocciose del lago Tanganica, nell'Africa orientale.

## Descrizione
Possiedono un corpo slanciato, tipico dei pesci cacciatori.  La pinna dorsale è bassa ma lunga tutto il dorso; le ventrali sono appuntite, le pettorali arrotondate. La pinna anale è lunga e appuntita. La pinna caudale può essere arrotondata o a delta, secondo la specie.
La livrea, seppur differente da specie a specie, è tendenzialmente avorio rosata striata di bruno. Le dimensioni variano da 7 cm di J. transcriptus ai 15 di J. regani e J. marlieri.

## Riproduzione
Si riproducono solo ogni tanto durante tutto l'anno: la coppia depone in anfratti rocciosi circa 100 uova per volta che vengono curate dai genitori.
I piccoli, appena nati, vengono tenuti ancora per qualche giorno dentro la tana in modo che consumino il sacco vitellino. Una volta usciti dalla tana i genitori, anziché raggrupparli in modo compatto (come la maggior parte dei ciclidi) montano la guardia ad un'area circoscritta, dove i piccoli possano nuotare liberamente.
Al calar del sole i piccoli vengono fatti rientrare nella tana.
Passate alcune settimane e lasciati i piccoli ormai indipendenti, che comunque resteranno con i genitori ad aiutarli nella cura dei più giovani, i genitori depongono nuovamente.

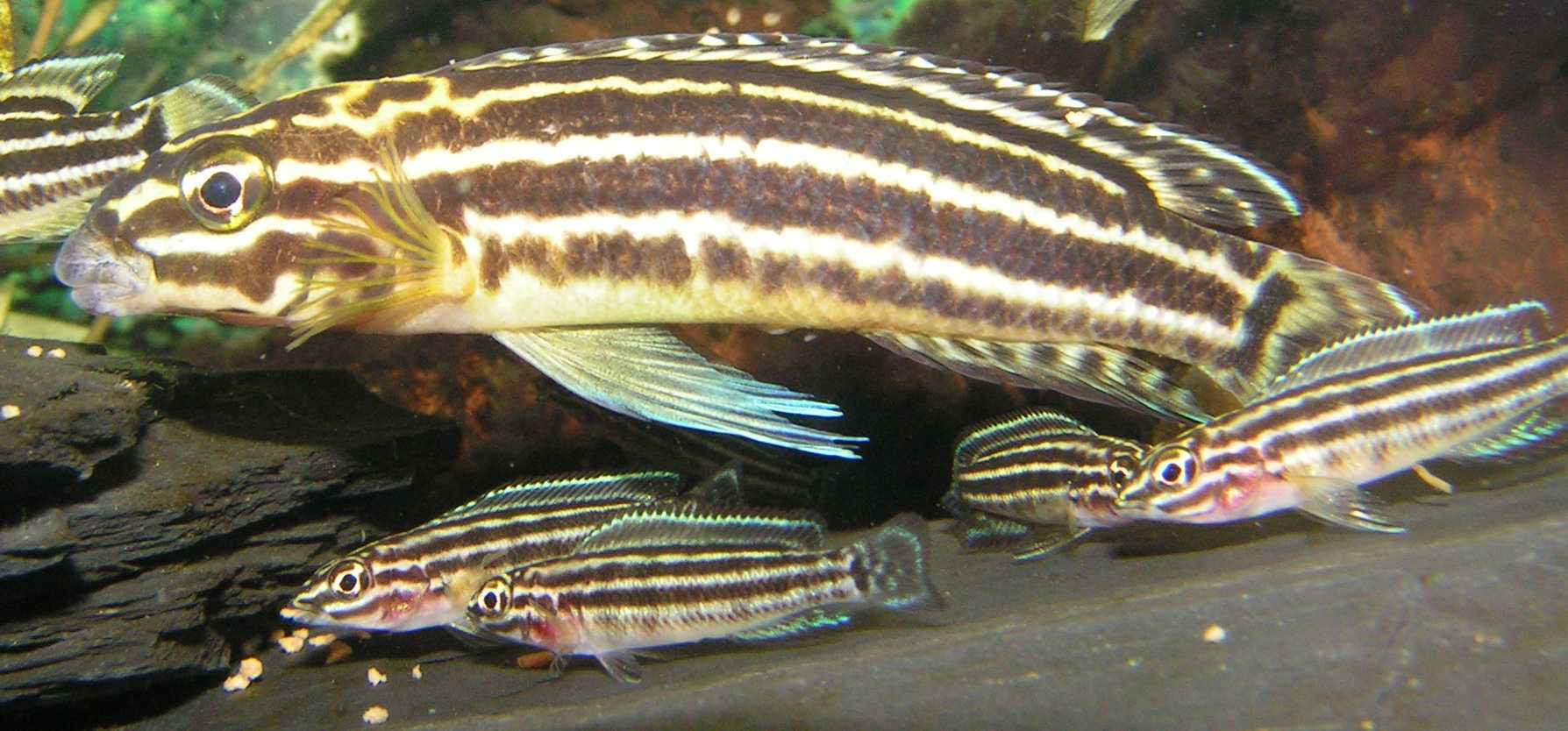
Un esemplare di Julidochromis regani con la prole

## Alimentazione
Si nutrono prevalentemente di invertebrati acquatici, in particolare crostacei e tunicati.

## Acquariofilia
Tutte le specie di Julidochromis sono commercializzate per l'allevamento in acquario, anche se qualche specie è più diffusa di altre.

## Specie
In questo genere sono riconosciute 5 specie:

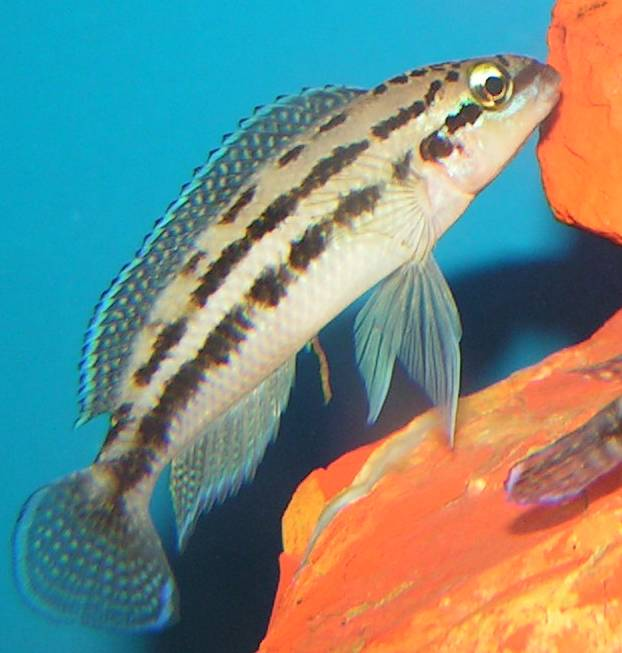
Julidochromis dickfeldi

- Julidochromis dickfeldi
- Julidochromis marlieri
- Julidochromis ornatus
- Julidochromis regani
- Julidochromis transcriptus

## Conservazione
La lista rossa IUCN classifica queste specie come "a rischio minimo" (LC) perché a parte la pesca per l'acquariofilia e l'inquinamento delle acque in alcune zone del lago Tanganica non sono minacciate da particolari pericoli. Però si rischia che la pesca di J. marlieri diventi eccessiva in quanto è un pesce popolare negli acquari.